# Hōnen
Hōnen (法然 Hōnen?) (n. 13 mai 1133 - d. 29 februarie 1212) a fost un călugăr budist japonez care a format prima sectă budistă independentă de școala Pământului Pur, sectă numită Jōdo-shū. În sectele Jōdo-shū și Jōdo Shinshū el este considerat al șaptelea patriarh budist. Inițial Hōnen a fost călugăr budist al școlii Tendai, de la o vârstă foarte fragedă, dar peste câțiva ani a fost nemulțumit de învățăturile aceste școli și a căutat o altă formă de budism. A început să studieze ideiile școlii Pământului Pur, fiind influențat de scrierile călugărului budist chinez Shan-tao.
În anul 1175 el a înființat secta Jōdo-shū, desprinsă din școala Pământului Pur. Curând, Hōnen a adunat o gamă largă de adepți, printre care și călugărul Shinran, fondatorul sectei Jōdo-Shinshū. În anul 1207 împăratul l-a alungat pe Hōnen din Kyoto pentru o revoltă pornită de doi dintre adepții săi. Câțiva ani mai târziu Hōnen s-a întors la Kyoto, unde a mai trăit o scurtă perioadă de timp.

## Legături externe
1. ↑   https://www.chion-in.or.jp/highlight/ Lipsește sau este vid: |title= (ajutor)